# Malta Grand Prix 1998
Der Malta Grand Prix 1998, auch als Rothmans Grand Prix 1998 bezeichnet, war ein Snooker-Turnier im Rahmen der Snooker Main Tour der Saison 1998/99. Für die fünfte Ausgabe des Einladungsturniers zog man vom Osten in den Norden der Insel Malta nach San Pawl il-Baħar ins Dolmen Resort um. Außerdem wurde das Turnier um einen Monat auf den 3. bis 6. Dezember nach hinten geschoben.
Vorjahressieger Ken Doherty stand zum zweiten Mal in Folge im Finale, seinen Titel verteidigte er aber nicht. Sieger wurde der erstmals beim Malta Grand Prix angetretene Stephen Hendry, der den Iren im Entscheidungsframe mit 7:6 bezwang. Es war sein erster Turniergewinn, seit er zu Saisonbeginn seine langjährige Führung in der Weltrangliste hatte abgeben müssen.
Es war das letzte Mal, dass der Grand Prix in dieser Form ausgetragen wurde. 2000 wurde er einmalig zu einem Ranglistenturnier und im Jahr darauf spielte man ein Einladungsturnier mit Gruppenphase.

## Preisgeld
Auch wenn das Turnier mit insgesamt 20.000 £ kein hohes Preisgeld zu bieten hatte, so war es doch immerhin die bis dahin höchste Gewinnsumme des Turniers.
| Platzierung    | Preisgeld |
| -------------- | --------- |
| Sieger         | 6.000 £   |
| Finale         | 3.000 £   |
| Halbfinale     | 2.000 £   |
| Viertelfinale  | 1.500 £   |
| Höchstes Break | –         |
| Insgesamt      | 20.000 £  |

## Finalrunde
Zum zweiten und letzten Mal wurde das Turnier mit 8 Teilnehmer ausgetragen. Es war noch besser besetzt als im Vorjahr: Erstmals war mit John Higgins die Nummer 1 der Weltrangliste dabei, drei weitere Spieler stammten aus den Top 5. Auch Publikumsliebling Jimmy White schaute erstmals bei dem Turnier vorbei. Ergänzt wurde das Teilnehmerfeld von den 3 maltesischen Spielern, die schon zuvor immer eingeladen worden waren. Die 8 Spieler spielten im Ausscheidungsmodus um den Turniersieg, in Runde 1 galt der Modus Best-of-9, im Halbfinale wurde auf Best of 11 und im Finale ein weiteres Mal auf Best of 13 erhöht.
| Viertelfinale (Best of 9) | Viertelfinale (Best of 9) | Viertelfinale (Best of 9) |    |                | Halbfinale (Best of 11) | Halbfinale (Best of 11) | Halbfinale (Best of 11) |  |  | Finale (Best of 13) | Finale (Best of 13) | Finale (Best of 13) |
|                           |                           |                           |    |                |                         |                         |                         |  |  |                     |                     |                     |
| 1                         | John Higgins              | 2                         |    |                |                         |                         |                         |  |  |                     |                     |                     |
| 12                        | Alex Borg                 | 5                         |    |                |                         |                         |                         |  |  |                     |                     |                     |
| 12                        | Alex Borg                 | 5                         | 12 | Alex Borg      | 2                       |                         |                         |  |  |                     |                     |                     |
|                           |                           |                           | 12 | Alex Borg      | 2                       |                         |                         |  |  |                     |                     |                     |
|                           | 2                         | Stephen Hendry            | 6  |                |                         |                         |                         |  |  |                     |                     |                     |
| 2                         | 2                         | Stephen Hendry            | 6  | Stephen Hendry | 5                       |                         |                         |  |  |                     |                     |                     |
| 2                         |                           |                           |    | Stephen Hendry | 5                       |                         |                         |  |  |                     |                     |                     |
| 11                        | Joe Grech                 | 1                         |    |                |                         |                         |                         |  |  |                     |                     |                     |
| 11                        | Joe Grech                 | 1                         | 3  | Ken Doherty    | 6                       |                         |                         |  |  |                     |                     |                     |
|                           |                           |                           |    | Ken Doherty    | 6                       |                         |                         |  |  |                     |                     |                     |
|                           | 2                         | Stephen Hendry            | 7  |                |                         |                         |                         |  |  |                     |                     |                     |
| 3                         | 2                         | Stephen Hendry            | 7  | Ken Doherty    | 5                       |                         |                         |  |  |                     |                     |                     |
| 3                         |                           |                           |    | Ken Doherty    | 5                       |                         |                         |  |  |                     |                     |                     |
| 6                         | Jimmy White               | 4                         |    |                |                         |                         |                         |  |  |                     |                     |                     |
| 6                         | Jimmy White               | 4                         | 3  | Ken Doherty    | 6                       |                         |                         |  |  |                     |                     |                     |
|                           |                           |                           | 3  | Ken Doherty    | 6                       |                         |                         |  |  |                     |                     |                     |
|                           | 4                         | Mark Williams             | 2  |                |                         |                         |                         |  |  |                     |                     |                     |
| 4                         | 4                         | Mark Williams             | 2  | Mark Williams  | 5                       |                         |                         |  |  |                     |                     |                     |
| 4                         |                           |                           |    | Mark Williams  | 5                       |                         |                         |  |  |                     |                     |                     |
| 5                         | Tony Drago                | 4                         |    |                |                         |                         |                         |  |  |                     |                     |                     |

## Finale
Außer bei der ersten Ausgabe des Turniers war Ken Doherty immer dabei gewesen und stand nun schon zum zweiten Mal in Folge im Finale. Der Vizeweltmeister und Weltranglistendritte trat an, um seinen Titel zu verteidigen. Stephen Hendry hatte bei seiner ersten Teilnahme auf Anhieb das Endspiel erreicht. Es war sein erstes Finale in Malta. Fünfmal waren sie schon in einem Finale aufeinandergetroffen, zuletzt im Vorjahr, als Doherty Weltmeister geworden war. Die letzten drei Begegnungen hatte aber alle Hendry gewonnen, auch wenn es immer knappe Ergebnisse waren.
Auch diesmal war es wieder ein enges Match. Doherty hatte zwar den besseren Start und ging mit 2:0 in Führung, aber Hendry glich wieder auf 2:2 aus. Zwei weitere Male legte der Ire danach vor, doch Hendry gelang jeweils unmittelbar der Ausgleich. Dann war es erstmals am Schotten, die Führung zu übernehmen und er baute sie sogar auf 6:4 aus. Damit fehlte ihm nur noch ein Frame zum Sieg. Aber Doherty gab nicht sich nicht geschlagen und mit einem Frame, den er mit einem einzigen hohen Break entschied, und einem umkämpften 12. Frame erzwang er den Decider. Dort bekam er zwar seine Chance, aber es war Hendry, der das entscheidende Break schaffte und damit das Match mit 7:6 gewann.
| Finale: Best of 13 Frames New Dolmen Hotel, Buġibba, Malta, 6. Dezember 1998                                           |                |                |
| Ken Doherty | 6:7            | Stephen Hendry |
| 73:39 (63), 59:29, 8:86 (69), 0:97 (97), 80:5 (73), 65:67 (67), 76:31 (75), 32:81, 29:63, 26:91 (74), 79:1 (78), 62:43 |                |                |
| 78 | Höchstes Break | 97             |
| – | Century-Breaks | –              |
| 4 | 50+-Breaks     | 5              |

## Century-Breaks
Wenn Ken Doherty beim Malta Grand Prix antrat, dann gelang ihm auch immer mindestens ein Break mit dreistelliger Punktzahl. Diesmal war er sogar zweimal erfolgreich, beide Century-Breaks – eines mit 100, das andere mit 104 Punkten – erzielte er unmittelbar nacheinander beim 5:4 in seinem Auftaktmatch gegen Jimmy White.